# Liste der Vertriebenendenkmale in Baden-Württemberg (R–Z)
Diese Liste der Vertriebenendenkmale in Baden-Württemberg  (R–Z) verzeichnet die Denkmale für die Deutschen, die nach dem Zweiten Weltkrieg aus den Ostgebieten des Deutschen Reiches und aus Siedlungsgebieten im östlichen Europa vertrieben wurden oder dort umkamen. Eingeschlossen sind Dankestafeln für die Aufnahme in Westdeutschland.

## Liste
| Bild | Ort                      | Lage | Jahr      | Beschreibung |  |
| ---- | ------------------------ | --- | --------- | --- |  |
|      | Radolfzell am Bodensee   | Luisenplatz, Ostland-Gedenkplatte | 1958      | „Ob Kind dieser Stadt, ob heimatvertrieben, ob im Feld auf der Flucht in der Heimat gefallen, ob Mann, Frau oder Kind – vergesset sie nie!“ |  |
|      | Rastatt                  | Gedenkstein im Patientengarten des Kreiskrankenhauses | 1977      | „Ihr findet sie, wo ihr nach ihnen fragt: im Osten gefallen, im Westen beklagt.“ |  |
|      | Rastatt                  | Gedenktafel an der Aussegnungshalle des städtischen Friedhofs | 1970      | „Den Opfern der Gewalt und Vertreibung aus Schlackenwehrt 1945–1946.“ Siehe Ostrov nad Ohří. |  |
|      | Rastatt                  | Gedenkstein auf dem Waldfriedhof, Wappen von zehn Landsmannschaften und dem BdV. | 1996      | „Den Toten unserer Heimat. In Erinnerung an Deportation, Flucht und Vertreibung 1945–1996. Vergessen ist schlimmer als der Tod.“ |  |
|      | Rastatt                  | Gedenktafel im Rathaus |           | „Am 7.6.1969 hat die Stadt Rastatt die Patenschaft über die 1945/46 vertriebenen Deutschen aus der Stadt Schlackenwerth/Böhmen, der Heimat unserer badischen Markgräfin Sibylla Augusta (1675-1733), übernommen. Seitdem ist Rastatt der Treffpunkt für die Schlackenwerther. Die Stadt Rastatt bemüht sich, geistiger Mittelpunkt der Schlackenwerther zu sein und deren deutsches Kulturerbe zu fördern und zu pflegen.“ Siehe Franziska Sibylla Augusta von Sachsen-Lauenburg. |  |
|      | Rastatt                  | Mühlstein aus der Zeit von Franziska Sibylla Augusta von Sachsen-Lauenburg | 1975      | Richtungen zu den Partnerstädten und zur Patenstadt Schlackenwerth in Böhmen |  |
|      | Reilingen                | Ostkreuz auf dem Friedhof | 1954      | „Das sind die schwersten Stunden in der Welt, wenn einer ohne Heimat Heimkehr hält, wenn einer ohne Heimat im Gebet, ...“ |  |
|      | Remseck am Neckar        | Friedhof in Aldingen, Gedenkstein |           | „Zum Gedenken ihrer Toten, denen die ihre Heimat verloren.“ |  |
|      | Remshalden               | Gedenktafel in Geradstetten, 6 Landsmannschaftswappen. |           | „Vertreibung aus dem Osten 1945. Recht auf Heimat.“ |  |
|      | Reutlingen               | Römerschanz-Friedhof, Mahnmal: Wappen von Ostpreußen, Danzig, Westpreußen, Pommern, Schlesien, Oberschlesien, Memelland, Sudetenland, Donauschwaben und Brandenburg. | 1984/2001 | „Unvergessene Heimat.“ |  |
|      | Reutlingen               | ebendort, Gedenkstein der Gemeinde Neu-Pasua | 1976      | „Unseren Toten Neu-Pasua 1790–1945. Vergesset unser nicht.“ – „Den Toten der Heimat, der Vertreibung, der neuen Heimat.“ |  |
|      | Reutlingen               | ebendort, Gedenkstein der Gemeinde Sackelhausen | 1980      | „Sackelhausen Banat. Unseren Gefallenen, Vermißten, Verstorbenen zum Gedenken.“ |  |
|      | Reutlingen               | ebendort, Gedenkstein der Gemeinde Franzfeld | 1973      | „Den Toten der Heimat (1940-1948).“ Von den 5793 Einwohnern kamen 1216 in Lagern um. |  |
|      | Rheinfelden (Baden)      | Gedenktafel am Fuße des Ehrenmals für die Opfer beider Weltkriege auf dem Friedhof | 1954      | „Den Gefallenen und Vermißten unserer Bürger aus dem deutschen Osten.“ |  |
|      | Rheinfelden              | Gedenkstein auf dem städtischen Friedhof | 1955      | „Zum Gedenken unserer Toten im deutschen Osten, derer Gräber für uns unerreichbar sind.“ |  |
|      | Rheinfelden              | Gedenktafel neben dem Eingang zu St. Gallus (Rheinfelden-Warmbach) | 1952/1954 | „Den Gefallenen und Toten aus unserem deutschen Osten zum Gedenken. Den Lebenden zur Mahnung.“ |  |
|      | Rosenberg (Württemberg)  | Gedenkkreuz in Hohenberg | 1954      | „Zur Ehre unserer Toten und Helden unserer verlassenen Heimat 1954.“ |  |
|      | Rottenburg am Neckar     | Gedächtniskapelle in der Kuranlage von Bad Niedernau, geweiht von Georg Moser: Donauschwaben, Vojvodina; Erde von Massengräbern (Hodschag, Filipowa, Gakovo) | 1979      | |  |
|      | Rottenburg am Neckar     | Liebfrauenhöhe in Ergenzingen, Gedenkstein für die Kriegsopfer der Donauschwaben |           | „Die LM Donauschwaben ihren Kriegsopfern 1939–1945.“ |  |
|      | Salach                   | Südmährer-Kreuz auf dem Friedhof | 1950      | |  |
|      | Schelklingen             | Mahnmal auf dem Weg zum Hohlen Felsen | 1955–1980 | „11 750 000 Deutsche wurden aus ihrer Heimat vertrieben. 2 200 000 verloren hierbei ihr Leben, darunter tausende Deutsche aus Russland. In Baden-Württemberg fanden 1 700 000 Vertriebene eine neue Heimat. Sie haben mitgewirkt am Wiederaufbau dieses Landes.“ |  |
|      | Schönaich                | Friedhof, Gedenkstein für Miletitsch | 1973      | |  |
|      | Schorndorf               | Gedenkstätte hinter der Aussegnungshalle auf dem Neuen Friedhof: Auszug aus der Charta der deutschen Heimatvertriebenen | 1981      | |  |
|      | Schramberg               | Gedenkkreuz am Bismarckplatz | 1955      | |  |
|      | Schuttertal              | Modoscher Gedenkstein | 1974      | |  |
|      | Schwäbisch Gmünd         | Brünner Gedenkbrunnen, ursprünglich in der Postgasse, seit 1999 in der Oberbettringer Straße (Eingang städtischer Bauhof) | 1974      | |  |
|      | Schwäbisch Gmünd         | Gedenkstätte des BdV auf dem Dreifaltigkeitsfriedhof | 1989      | |  |
|      | Schwäbisch Gmünd         | Dreifaltigkeitsfriedhof | 1955      | Ostlandkreuz |  |
|      | Schwäbisch Gmünd         | Gedenkstein am Rechberg in Rechberg (Schwäbisch Gmünd): Neueigen und Groß Dittersdorf im Landkreis Bärn, Oderquelle | 1988      | |  |
|      | Schwäbisch Gmünd         | Ostlandkreuz, Friedhof in Großdeinbach | 1962      | |  |
| \|   | Schwäbisch Gmünd         | Parkanlage in der Stadtmitte, Bildstock „Weiße Marterl von Brünn“ 48° 47′ 59,7″ N, 9° 47′ 30,6″ O | 1988      | „Zum Dank an die Gottesmutter Maria für die Errettung aus der Not des Jahres 1945. Die Deutschen aus Brünn und der Sprachinsel.“ – „Dieser Bildstock ist ein Dank an die neue Heimat und die Patenstadt.“ , |  |
|      | Schwäbisch Gmünd         | Gedenktafel im Heilig-Kreuz-Münster |           | „Dem Gedenken unserer Toten in Brünn und den Opfern auf dem schweren Weg in eine neue Heimat. Bruna, Heimatverband der Brünner.“ |  |
|      | Schwäbisch Gmünd         | Gedenktafel am Kulturhaus „Prediger“, Patenschaft Brünn 48° 47′ 58,5″ N, 9° 47′ 45,8″ O |           | |  |
|      | Schwäbisch Gmünd         | Friedhof in Herlikofen |           | „Wir gedenken jener in Glaserhau-Slowakei am 21.9.1944 <von Partisanen erschossenen> 187 Männer“ |  |
|      | Schwäbisch Hall          | Waldfriedhof an der B 14 Richtung Stuttgart, Gedenkstätte: Rondell mit Dornenkrone | 1983      | |  |
|      | Schwieberdingen          | Aussegnungshalle des Friedhofs: Gedenktafel mit Relief |           | „Den Toten der Heimat und in aller Welt, den Opfern der Kriege, Vertreibung und Gewalt aus Stanischitsch.“ Siehe Stanišić (Sombor). |  |
|      | Sigmaringen              | Zollerfels, Ostlandkreuz und 8 Gedenkplatten | 1953      | „Danzig, Westpreußen–Baltikum, Wartheland–Memelland, Ostpreußen–Schlesien, Sudetenland–Pommern, Ostbrandenburg–Banat, Zips, Siebenbürgen–Batschka, Syrmien, Schwäbische Türkei, Buchenland–Bessarabien.“ |  |
|      | Sigmaringen              | Brenzkofer Berg, Gedenkstein beim Ostlandkreuz | 1976      | „Der Heimat die Treue. 1945–1948 Vertreibung der Deutschen aus Baltikum, Danzig, Wartheland, Ostpreußen, Westpreußen, Pommern, Ostbrandenburg, Memelland, Schlesien, Sudetenland, Galizien, Zips, Buchenland, Bessarabien, Batschka, Banat, Siebenbürgen, Syrmien, Schwäbischer Türkei.“ |  |
|      | Sindelfingen             | Haus und Gedenkstätte der Donauschwaben | 1982      | aller Donauschwaben Museum und Archiv Bibliothek Ahnenforschung sämtl. Gedenktafeln aller Heimatortsgemeinschaften s. auch Ulm am Donauufer |  |
|      | Sindelfingen             | Burghaldenfriedhof, Goldberg, St. Maria: Heimatgedächtniskapelle (1949), Holzkreuz (1953), Gedenktafel (1982) |           | |  |
|      | Sindelfingen             | Ehrenmal auf dem alten Friedhof in Darmsheim | 1980      | „Gefallene und Vermißte Neuhauer-Slowakei, des Zweiten Weltkrieges 1939-1945.“ |  |
|      | Sinsheim                 | Friedhof, Ostlandkreuz mit Stein | 1949/1975 | „Den Toten der fernen Heimat, sie ruhen in: Schlesien, Sudetenland, Ost- und Westpreußen, Danzig, Baltikum, Pommern, Weichsel-Warthe-Raum, Karpaten-Donau-Raum, Bessarabien, Schwarzmeerraum.“ |  |
|      | Speyer                   | |           | |  |
|      | Spraitbach               | Friedhof bei der katholischen Kirche, Mahnmal | 1964      | |  |
|      | Steinheim am Albuch      | Friedhof, Mahnkreuz der Gemeinde Neudorf (Batschka) |           | |  |
|      | Steinheim an der Murr    | Gedenkkreuz bei der Grund- und Hauptschule: Patenschaft für Kotenburg und Christianberg im Böhmerwald | 1957      | |  |
|      | Steinheim an der Murr    | Gedenkstein auf dem Friedhof, Patenschaft Christianberg | 1986      | |  |
|      | Steinheim an der Murr    | Gedenk- und Entfernungsstein für Sárvár und Christianberg bei der Blankensteinschule | 1991      | |  |
|      | Stockach                 | Loreto-Friedhof, Gedenkstein, Wappen von Ostpreußen, Schlesien, Danzig, Pommern, Sudetenland | 1989      | „Den Lebenden zur Mahnung. Den millionenfachen Opfern durch die Vertreibung Deutscher aus angestammten Heimat 1945–1946 zum ehrenden Gedenken.“ |  |
|      | Stuttgart                | Neues Schloss, Gedenktafel | 2002      | „Verständigung statt Vertreibung, Versöhnung statt Vergeltung. Im Angesicht der Verheerungen von Krieg und Vertreibung wurde von den deutschen Heimatvertriebenen und Flüchtlingen am 06. August 1950 vor den Ruinen des Neuen Schlosses die Charta der deutschen Heimatvertriebenen öffentlich verkündet. Aus ihrer leidvollen Erfahrung soll künftigen Generationen ein geeintes Europa, weltweite Verständigung und ein international anerkanntes Menschen- und Heimatrecht erwachsen.“ |  |
|      | Stuttgart                | Kurpark Bad Cannstatt, Denkmal: Vollständiger Text der Charta der deutschen Heimatvertriebenen. Bronzeskulptur von Ingrid Seddig aus Stolp | 1986      | |  |
|      | Stuttgart                | Büsnau, Gedenkstein | 1982      | „In Erinnerung an die im Jahre 1940 erfolgte Rückführung der im 18. und 19. Jahrhundert in die Bukowina ausgewanderten Deutschen, an das dort geleistete Aufbauwerk und an die Gründer der Siedlung der Buchenlanddeutschen in Stuttgart-Büsnau 1946. Zum Gedenken an die gefallenen Buchenländer beider Weltkriege, an die Toten und Vermißten der Vertreibung, Flucht und Verschleppung. Gestiftet von der Landsmannschaft der Buchenland-Deutschen.“ |  |
|      | Stuttgart                | Rot, Erinnerungsstein Ecke Haldenrainstraße/Erlingheimer Straße, Wappen von Schlesien, Ostpreußen, Donauschwaben, Sudetenland, Deutsch-Balten, Russlanddeutschen, Oberschlesien, Memelland, Weichsel-Warthe, Bund der Danziger, Pommern, Karpaten, Siebenbürgen, Bessarabien, Buchenland | 1994      | „In Erinnerung an unsere alte Heimat danken wir für ein neues Zuhause in Stuttgart-Rot.“ |  |
|      | Stuttgart                | Friedhof Zuffenhausen, Gedenkstätte: Wappentafeln von Schlesien, Ostpreußen, Sudetenland, Donauschwaben | 1987      | |  |
|      | Triberg im Schwarzwald   | Gedenktafel in der Krypta des Ehrenmals auf dem Hoheneck. Wappen von Pommern, Westpreußen, Ostpreußen, Danzig; Sudetenland, Niederschlesien, Oberschlesien, Donauschwaben. | 1961      | „In den Kämpfen des 2.Weltkrieges 1939/45 und während der Besetzung der deutschen Ostgebiete, sowie bei der Verschleppung und Vertreibung aus der angestammten Heimat 1945/49 gaben 64 Angehörige der in Triberg ansässigen Heimatvertriebenen ihr Leben für Deutschland.“ |  |
|      | Tuttlingen               | Alter Friedhof, Mahnmal der Vertriebenen (Memelland, Ostpreußen, Westpreußen, Danzig, Pommern, Brandenburg, Schlesien, Wartheland, Sudetenland, Donauschwaben, Siebenbürgen) | 1956      | „Wo unsere Toten ruhn liegt unsere Heimat. Wo wir unsere Toten ehren liegt unsere Würde. Unseren in der Heimat Verstorbenen und den Opfern der Vertreibung zum Gedächtnis. Die Heimatvertriebenen.“ |  |
|      | Tuttlingen               | in der Nähe vom Bahnhof Tuttlingen, Wegweiser nach Königsberg (Preußen), Stettin, Breslau und Eger |           | |  |
|      | Überlingen               | Gedenkstein in der Grünanlage gegenüber vom Rosengarten/Amtsgericht, Wappen von Ostpreußen, Pommern, Danzig, Schlesien, Sudetenland, Überlingen. | 1976      | „Die Toten mahnen die in Freiheit Lebenden zum Gedenken an die Toten der Vertreibung 1945/46 und die Opfer an Mauer und Stacheldraht.“ |  |
|      | Uhingen                  | Gedenkkreuz auf dem Friedhof | 1956/1972 | „Den Toten der Heimat.“ |  |
|      | Ulm                      | Donauschwäbisches Zentral Museum des Weltdachverbandes der Donauschwaben Gedenktafeln Archiv Bibliothek Ahnenforschung |           | |  |
|      | Ulm                      | Denkmal der Donauschwaben | 1958/1974 | „Von Ulm aus zogen deutsche Siedler im 18. Jahrhundert auf der Donau nach dem Südosten Europas. Ihre Nachfahren, von Schicksal nach dem Zweiten Weltkrieg vertrieben, kehrten in das Land ihrer Väter zurück. 1958.“ – „Einige tausend überlebende Rückkehrer wanderten aus Not und Verzweiflung in andere europäische Länder und nach Übersee aus. So zerstreuten sich die Donauschwaben über die ganze Welt und wurden überall geachtete Bürger. Auch ihrer sei in Ehren gedacht. 1974.“ |  |
|      | Ulm                      | Gedenktafeln an der alten Stadtmauer, Donauschwabenufer | ab 1986   | 1. „Donauschwaben, Auswanderung, Ansiedlung, Rückkehr: Den Toten der Heimat, des Krieges und der Vertreibung:“ 2. „Banater Schwaben. Eine halbe Million Deutsche fanden im Banat fast dreihundert Jahre lang Heimat.“ 3. „Die Markt- und Großgemeinde Apatin–Abthausen an der Donau in der Batschka, 1730–1944.“ 4. „Die drei Schwestergemeinden an der Donau: Altpalanka-Neupalanka, Deutschpalanka. 1764–1944.“ 5. „Die Gemeinde Obrovac, Boroc-Oberndorf in der Batschka 1900–1944.“ 6. „Gakowa, Gakovo, Gador 1783–1944, deutsche Gemeinde in der Batschka. 1944–1948 Internierungslager, Todesstätte Tausender Donauschwaben.“ 7. „Bukin an der Donau, deutsches Dorf in der Batschka, 1748–1944.“ 8. „Novo Selo, Neudorf an der Donau, erste deutsche Ansiedlung in der Batschka, 1734–1945.“ 9. „Gajdobra, Neu-Gajdobra, 1765–1885, deutsche Gemeinde bis 1944 in der Batschka.“ 10. „Rudolfsgnad Banat, 1888–1944, deutsche Gemeinde mit 3200 Einwohnern. 1944–1948 Internierungslager, Todesstätte tausender Donauschwaben.“ zu ergänzen sind noch einige Orte z.B. Bulkes Jarek |  |
|      | Ulm                      | Gedenkstein der Gemeinde Warjasch, hinter dem Messegelände an der Donau | 1990      | „Warjasch bei Temeschburg im Banat. Wir gedenken unserer Toten auf dem Friedhof unserer Heimat und auf den Friedhöfen unserer neuen Heimat. Heimat auf schillernden Wogen treibet dein wechselnd Geschick, spanne den magischen Bogen jenseits verankertem Glück. Hier in Ulm vertrauten sich unsere Vorfahren mit den Ulmer Schachteln vor 200 Jahren unserem Schicksalsstrom der Donau an. Wir danken der Stadt Ulm für ihre Hilfe. Ulm im Juni 1990. Ludwig Kloos.“ |  |
|      | Ulm                      | Friedrichsau, Gedenkstein der Gemeinde Zauchtel, Kuhländchen: Chronik der Gemeinde Zauchtel | 1990      | |  |
|      | Vaihingen an der Enz     | Gedenkstätte der Heimatgruppe der Jauerniger beim Kriegerdenkmal auf dem Friedhof, Wappen von Jauering, Sörgsdorf, Barzdorf, Weißwasser, Wildschütz, Weißbach, Krautenwalde, Neu Wilmsdorf, Obergostitz, Waldek.                                                                         | 1995      | „Von Willkür verbannt, aus unserer Väter Land. Im Tode befreit von Gram, Not und Leid. Nur Liebe die den Hass verpönt, zeigt auf den Weg, der dann versöhnt.“ |  |
|      | Vaihingen an der Enz     | Gedenktafel am Eingang zur Heimatstube, Kehlstraße 68 | 1955      | „Die Bewohner aus Jauering und Umgebung gedenken ihrer Heimat und danken den Bürgern der Stadt Vaihingen für die Übernahme der Patenschaft 24. Juli 1955 Sudeten-Schlesien 1945.“ |  |
|      | Villingen-Schwenningen   | Waldfriedhof Schwenningen, Gedenkstätte mit Holzkreuz und Granitplatten | 1963      | „Den Toten unserer Heimat. Ost- u. Westpreußen, Sudetenland, Pommern, Schlesien, Donauschwaben u. aller anderen Vertreibungsgebiete.“ |  |
|      | Villingen-Schwenningen   | Gedenkstätte in der Grünanlage am Kaiserring in Villingen: Drei Steinblöcke symbolisieren das dreigeteilte Deutschland, die Dornenkrone den Leidensweg der Vertriebenen, das Wasser des Springbrunnens die Unvergänglichkeit des Lebens.                                                 |           | „Unvergessene Heimat Ostpreußen, Westpreußen, Pommern, Schlesien, Sudetenland, Donaugebiete.“ |  |
|      | Villingen-Schwenningen   | Gedenkstätte für die Donauschwaben auf dem Friedhof Villingen |           | „Der toten Donauschwaben zweier Weltkriege der Flucht u den Vernichtungslagern 1944 - 1948“ |  |
|      | Waghäusel                | Gedenkkreuz neben der Aussegnungshalle auf dem Friedhof | 1953      | „Den Toten der Heimat.“ |  |
|      | Waghäusel                | Kirrlach, Ecke Kolpingstraße/Heidelberger Straße | 1996      | „Zur Erinnerung und zum Dank für die Aufnahme der Heimatvertriebenen in Kirrlach in der Zeit nach dem Zweiten Weltkrieg 1945/46. Erstellt 1996 von den Heimatvertriebenen.“ |  |
|      | Waiblingen               | Steinkreuz am Eingang zum Friedhof |           | „Zeichen des Leides, Zeichen des Sieges, hilf tragen das Unrecht, lass hoffen das Recht.“ |  |
|      | Waldshut-Tiengen         | Gedenkstein an der Landstraße Unterlauchringen-Kadelburg in Waldshut | 1965      | |  |
|      | Wangen im Allgäu         | Marktplatz vor dem Rathaus, Gedenktafel | 1984      | „Damit es nicht vergessen werde! Infolge des Zweiten Weltkrieges wurden 14 Millionen Deutsche aus ihrer Heimat im Osten vertrieben: aus Ostpreußen, Danzig und Westpreußen, Ostpommern und Ostbrandenburg, aus Schlesien, aus Böhmen, Mähren und der Slowakei, aus dem Banat und der Batschka, aus Sathmar und Siebenbürgen, aus dem Buchenland und Bessarabien. Bei dieser Vertreibung fanden etwa 2 Millionen den Tod. Die Leiden und Opfer der Vertriebenen sollen mahnen in aller Welt, das Heimatrecht zu achten und das Recht der Minderheiten zu schützen. Für mehr als 2800 Vertriebene ist unsere Stadt zu einer neuen Heimat geworden. Wangen im Allgäu, an den Heimattagen 1984.“ |  |
|      | Wangen im Allgäu         | Marktplatz vor dem Rathaus, Bronzeplatte, Karte von Mitteleuropa, Herkunftsgebiete der Heimatvertriebenen (Ostpreußen, Westpreußen, Pommern, Brandenburg, Schlesien, Oberschlesien, Buchenland, Szathmar, Bessarabien, Batschka, Banat, Siebenbürgen, Herzegowina)                       | 1984      | |  |
|      | Weikersheim              | Kreuz bei Elpersheim |           | |  |
|      | Weil der Stadt           | Friedhof, Ostlandkreuz (Granit) | 1982      | „Gedenke deiner Toten in ferner Heimaterde. Bete für sie und sie sind dir nahe. 1953.“ |  |
|      | Weingarten (Baden)       | Friedhof, Gedenkstein | 1987      | „1837–1987. Zum Gedenken an die Toten. Zur Erinnerung der Lebenden aus Towarisch-Ridau an Batschka.“ Siehe Bačka Palanka und Riđica in der Vojvodina. |  |
|      | Weingarten (Württemberg) | Schlossbüchel, Mahnmal des Ostens, Rondell mit Holzkreuz und Steinwappen der Vertriebungsgebiete (Russlanddeutsche, Ostpreußen, Westpreußen, Weichsel-Warthe, Danzig, Schlesien, Pommern, Brandenburg, Sudetenland, Donauschwaben, Siebenbürgen)                                         | 1957      | |  |
|      | Weinsberg                | Gedenkstein vor der Aussegnungshalle auf dem Friedhof | 1973      | |  |
|      | Welzheim                 | Gedenkstein auf dem Alten Friedhof an der Rudersberger Straße | 1971      | „Der alten Heimat und den Toten zum Gedenken, der neuen Heimat zum Dank.“ |  |
|      | Wendlingen am Neckar     | Gedenkkreuz der Landsmannschaft Ost-Westpreußen | 1957      | |  |
|      | Wendlingen am Neckar     | Friedhof in Unterboihingen, Steinkreuz der Egerländer | 1961      | |  |
|      | Wendlingen am Neckar     | Gedenktafel im Foyer des Rathauses | 1995      | „Der alten Heimat zum Gedenken, der neuen Heimat Wendlingen am Neckar zum Dank. Gestiftet vom Bund der Vertriebenen Vereinigte Landsmannschaften, Stadtverband Wendlingen am Neckar im Jahre 1995. 50 Jahre nach Flucht, Verschleppung und Vertreibung.“ |  |
|      | Wernau (Neckar)          | Friedhof, Gedenkstein | 1991      | „Traunau–Banat 1785–1991, zum Gedenken den Toten in der alten und neuen Heimat, den Gefallenen und Vermißten der beiden Weltkriege und den Opfern von Gewalt.“ – „Kriegsfolgen, 1944-1991: Flucht, Verschleppung, Entrechtung, Enteignung u. Aussiedlung in alle Welt.“ – „Die Gemeinde Traunau wurde 1785 von Siedlern aus Lothringen, Saarland, Pfalz, Elsass u. A. gegründet.“ Siehe Frumușeni. |  |
|      | Wiesloch                 | Gedenkstein auf dem Gelände einer ehemaligen Zink-Silbergrube |           | „Den Opfern der Vertreibung 1945.“ |  |
|      | Willstätt                | Gedenkstein auf dem Rathausplatz in Legelshurst | 1986      | „200 Jahre Gemeinde Liebling.“ – „Der alten Heimat und unseren Toten in treuem Gedenken 1786–1986.“ – „Patenschaft Legelshurst Liebling.“ |  |
|      | Winnenden                | Anhöhe am oberen Stöckach, Ende Schillerstraße/Ecke Ostlandstraße, Ostlandmahnmal: 10 Wappen ehemaliger Heimatgebiete | 1965      | „Brücke zur Heimat.“ – „Der alten Heimat im Osten zum Gedenken. Der neuen Heimat zum Dank. Errichtet vom Bund der Vertriebenen Ortsverband Winnenden zum Tag der Heimat am 12.9.1965.“ |  |
|      | Winnenden                | Friedhof, Gedenkstein |           | „Zum Gedenken an unsere Heimat und unsere Toten. Gemeinde Schowe 1736–1944.“ Siehe Vrbas (Stadt). |  |
|      | Winnenden                | |           | |  |
|      | Winnenden                | |           | |  |
|      | Winterbach (Remstal)     | Gedenkstein bei der Aussegnungshalle auf dem Friedhof |           | „Wir heimatvertriebenen Mitbürger gedenken in Ehrfurcht unsere Toten in der Heimat, auf den Kriegsschauplätzen, bei der Flucht und Vertreibung. Winterbach, Bund der Vertriebenen, Vereinigte Landsmannschaften.“ |  |
|      | Winterbach (Remstal)     | Ostlandkreuz auf dem Hungerberg im Remstal |           | „Den Opfern von Krieg und Vertreibung zu Ehren, der Heimat im Osten zum Gedenken, der neuen Heimat zum Dank für Frieden, Recht und ein in Freiheit geeintes Europa zur Mahnung.“ |  |
|      | Wolfach                  | Gedenktafel am Kriegerdenkmal, Wappen von Pommern, Danzig, Ostpreußen, Wolfach, Niederschlesien, Grenzmark Posen-Westpreußen, Oberschlesien, Sudetenland |           | „Das Dunkel der Ungewissheit liegt noch über dem Schicksal von 24 Söhnen unserer Stadt. Wir nehmen sie in unser Gedenken, zusammen mit den vielen Gefallenen, Vermißten und bei der Vertreibung aus Ostdeutschland ums Leben gekommenen Angehörigen unserer heimatvertriebenen Mitbürger.“ |  |
|      | Zwiefalten               | Gedenkkreuz mit 3 Marmortafeln im Park gegenüber vom Psychiatrischen Krankenhaus | 1983      | „Den Toten der Heimat.“ – „Den Opfern von Gewalt und Vertreibung.“ – „Nur die Sache ist verloren, die man aufgibt.“ |  |